# Грейнет
В контексте корпоративных и организационных сетей, greynet (или Grayware) — это незаметное сетевое приложение, которое загружается и устанавливается в системах конечных пользователей без явного разрешения системных администраторов и осознания того, насколько оно глубоко встраивается в систему организации. Эти приложения могут иметь пользу для потребителя, но неизбежно потребляют системные и сетевые ресурсы, при этом часто снижая уровень безопасности в угоду удобству конечного пользователя, приводя к тому, что эти уязвимости могут быть использованы вредоносными программами .

## Примеры
- Публичные системы обмена мгновенными сообщениями (AOL Instant Messenger, Windows Live Messenger, Yahoo! Messenger)
- Приложения для Веб-конференций(веб-камера, IP-телефония)
- Клиенты для обмена файлами в одноранговой сети (P2P).
- Приложения для Распределенных вычислений, такие как SETI@home
- Рекламные «утилиты»
- Коммерческое шпионское ПО
- Кейлоггеры

## Динамика роста грейнетов
По мере того, как компьютерные рабочие станции стали подключаться к Интернету, появилось множество программ, предлагающих возможность расширить коммуникации, собирать и доставлять информацию, а также удовлетворять потребности маркетинговых компаний. Среди первых приложений появились клиенты для обмена мгновенными сообщениями, такие как ICQ, AOL Instant Messenger и MSN Messenger. Технологические разработки добавили возможность передачи видео через веб-камеры, для полного использования всех преимуществ локальной сети в одиночных, небольших сетях, а также корпоративных средах.
Рост серых сетей основан на развитии программного и аппаратного обеспечения. В настоящее время появляются неформальные сети, предоставляющие различные потоковые медиа и контент, предоставляемый или модифицируемый конечными пользователями. Новой категорией является «подкастинг», метод создания контента для повсеместной загрузки на портативные MP3-плееры.

## Проблемы с грейнет-программами
Проблема с грейнет-программами состоит из четырёх частей.
- Во-первых, они создают риски сетевой безопасности, создавая широкие векторы для распространения вредоносных программ.
- Во-вторых, они создают проблемы с конфиденциальностью в сети, открывая большие дыры для утечки информации.
- В-третьих, они создают вопросы соблюдения нормативов общения в компьютерной среде, создавая невидимую параллельную коммуникационную сеть.
- В-четвертых, они создают проблемы на локальных машинах из-за потребления ресурсов локальной системы и увеличивают вероятность возможных проблем со стабильностью операционной системы или отдельной программы. Все это увеличивает время и затраты на администрирование IT-сети .

К вышеперечисленным факторам в корпоративной рабочей среде добавляется потеря значимого производственного времени из-за отвлекающих факторов, не связанных с работой. Индивидуальные политики среды могут варьироваться от полного отсутствия наказния за использование сторонних программ до полной блокировки пользователя. См. раздел «Риски и ответственность» пользовательского соглашения мессенджеров для получения более подробного обзора угроз, рисков и решений.
Работа с аспектами безопасности грейнетов привела к появлению специальных пакетов ПО для администрирования, отслеживания и контроля трафика, а также к усовершенствованию систем безопасности и рекламных клиентов.

## Безопасность и мониторинг
Среди первых и наиболее распространенных пакетов защитного ПО для администрирования, были продукты, защищающие сети от угроз, исходящих от мессенджеров и P2P-сетей. Эти продукты были впервые представлены в 2002 году, и сейчас они достаточно широко распространены(встречаются в от 10 до 15 % корпораций США).